# Propast (rybník)
Propast je rybník, který se nachází v katastru vsi Hradec v okrese Praha-východ na Jevanském potoce. Rybník má čtvercový tvar o délce strany asi 307 m. V jedné části rybníka se nachází ostrov. Po jeho hrázi prochází silnice spojující vesnice na Jevanském potoce. Voda přitéká do rybníka z Jevanského potoka a zase do něho odtéká stavidlem a přepadem. Pod rybníkem se nacházel mlýn Propast v současné době nefunkční. Na březích rybníka je les a rekreační objekty, na západní straně u autobusové zastávky se nachází restaurace „Na Propasti“.

## Doprava
U rybníka se nachází zastávka „Stříbrná Skalice,Propast“ (na znamení) na které zastavuje linka PID 382 (P.Háje-Sázava,aut.st.), provozující společnost ČSAD Polkost.

## Galerie

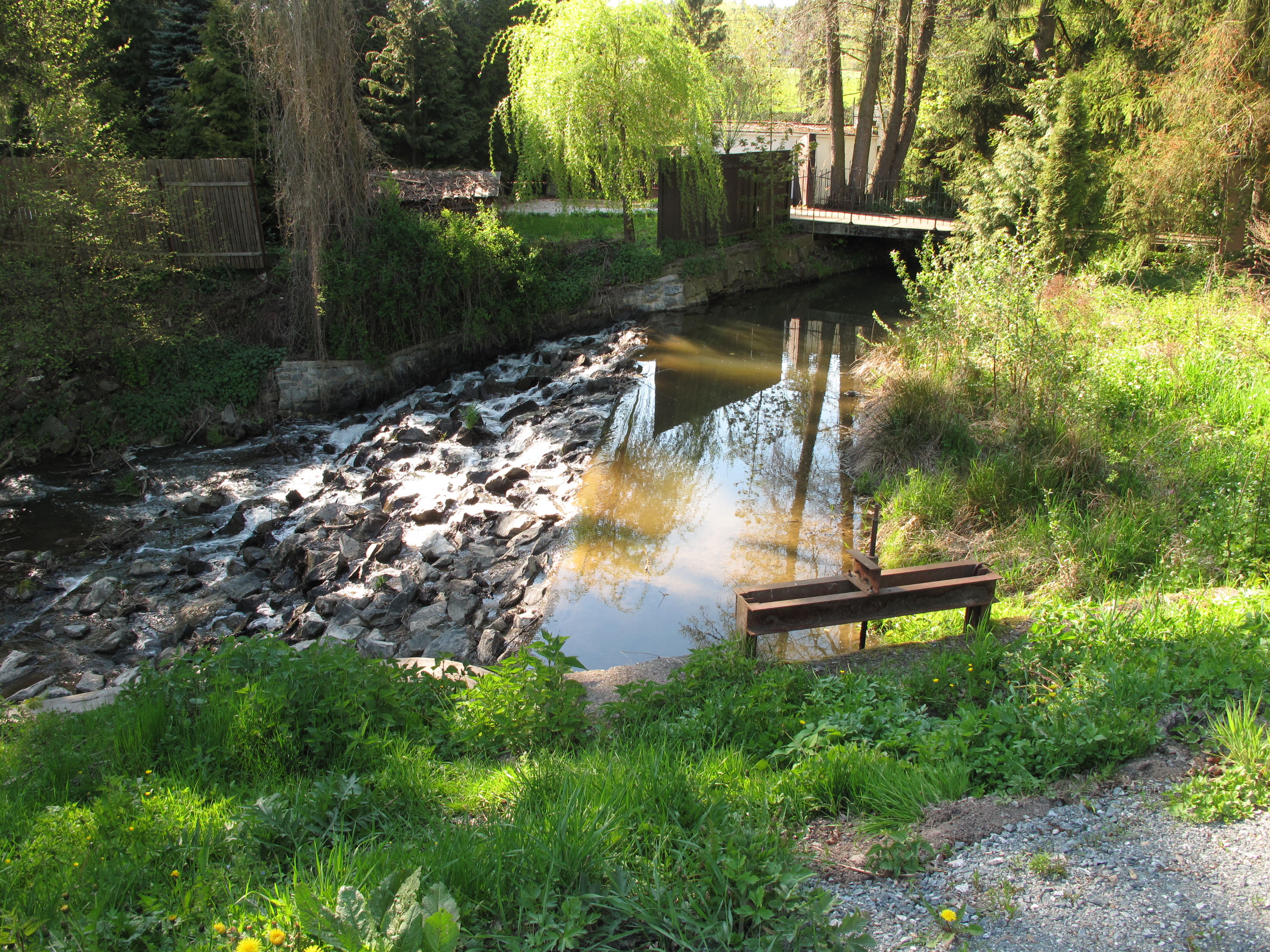
Jez na Jevanském potoce umožňující napájení rybníka
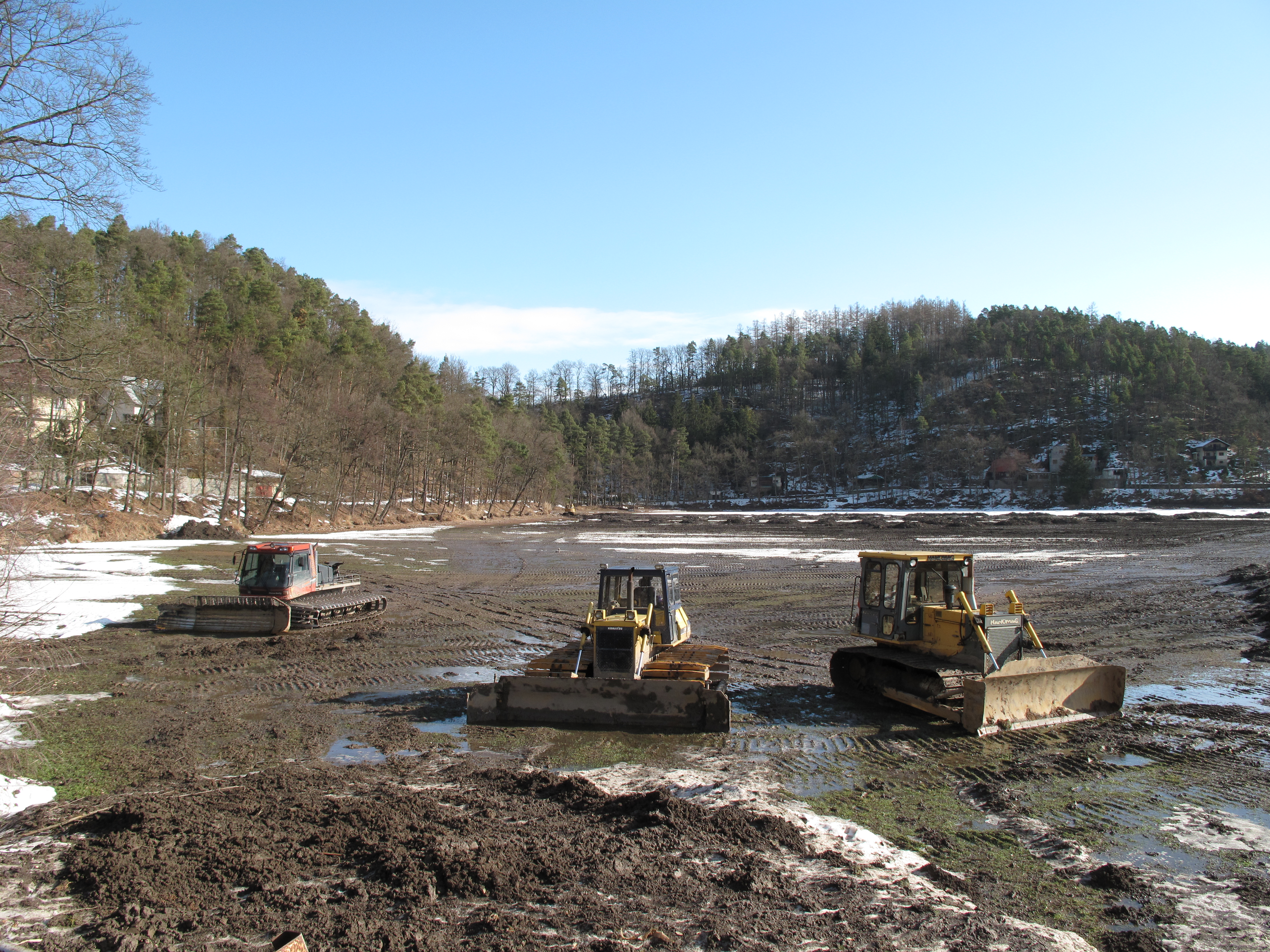
Odbahňování v roce 2010
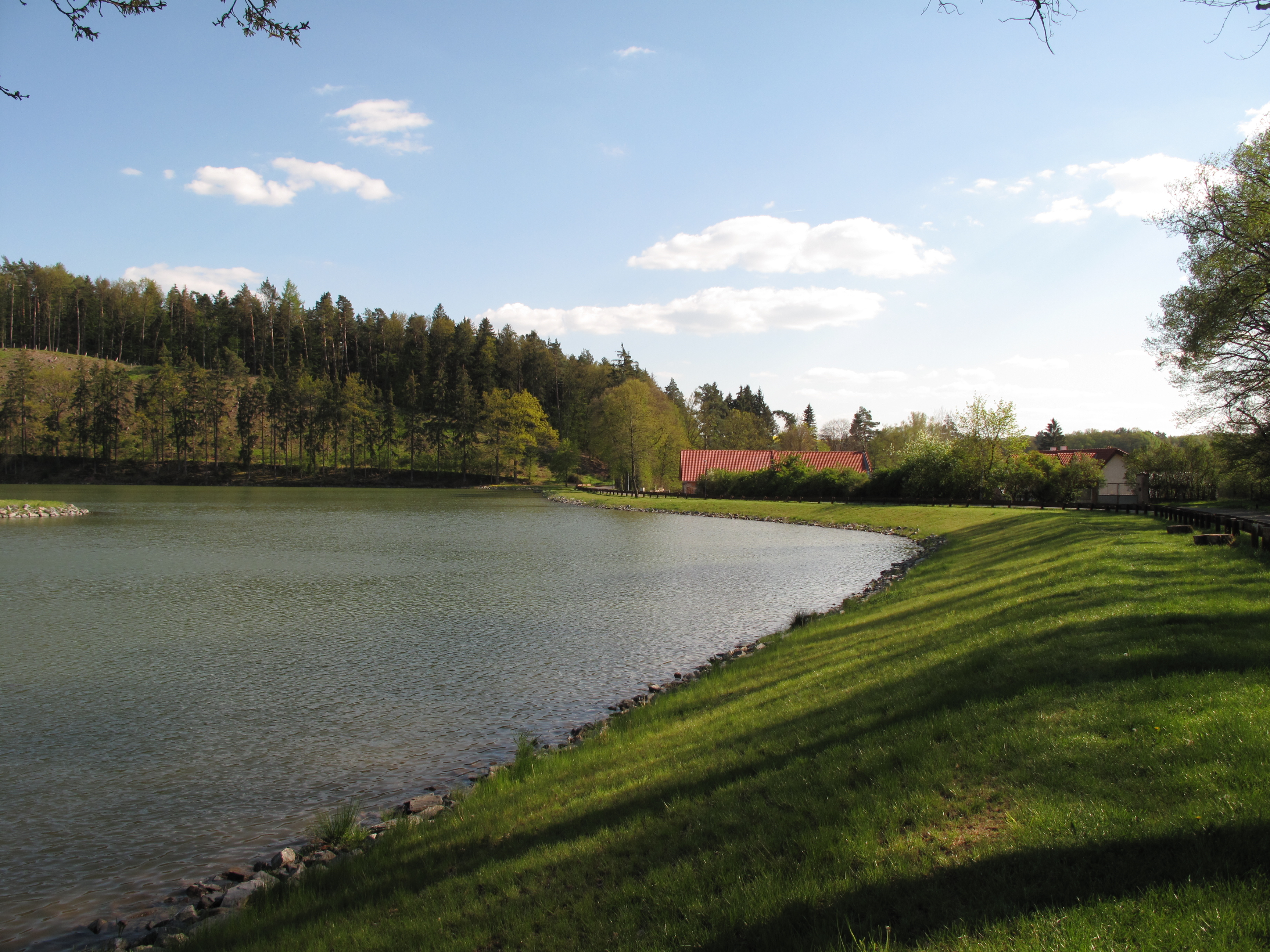
Nově upravená hráz
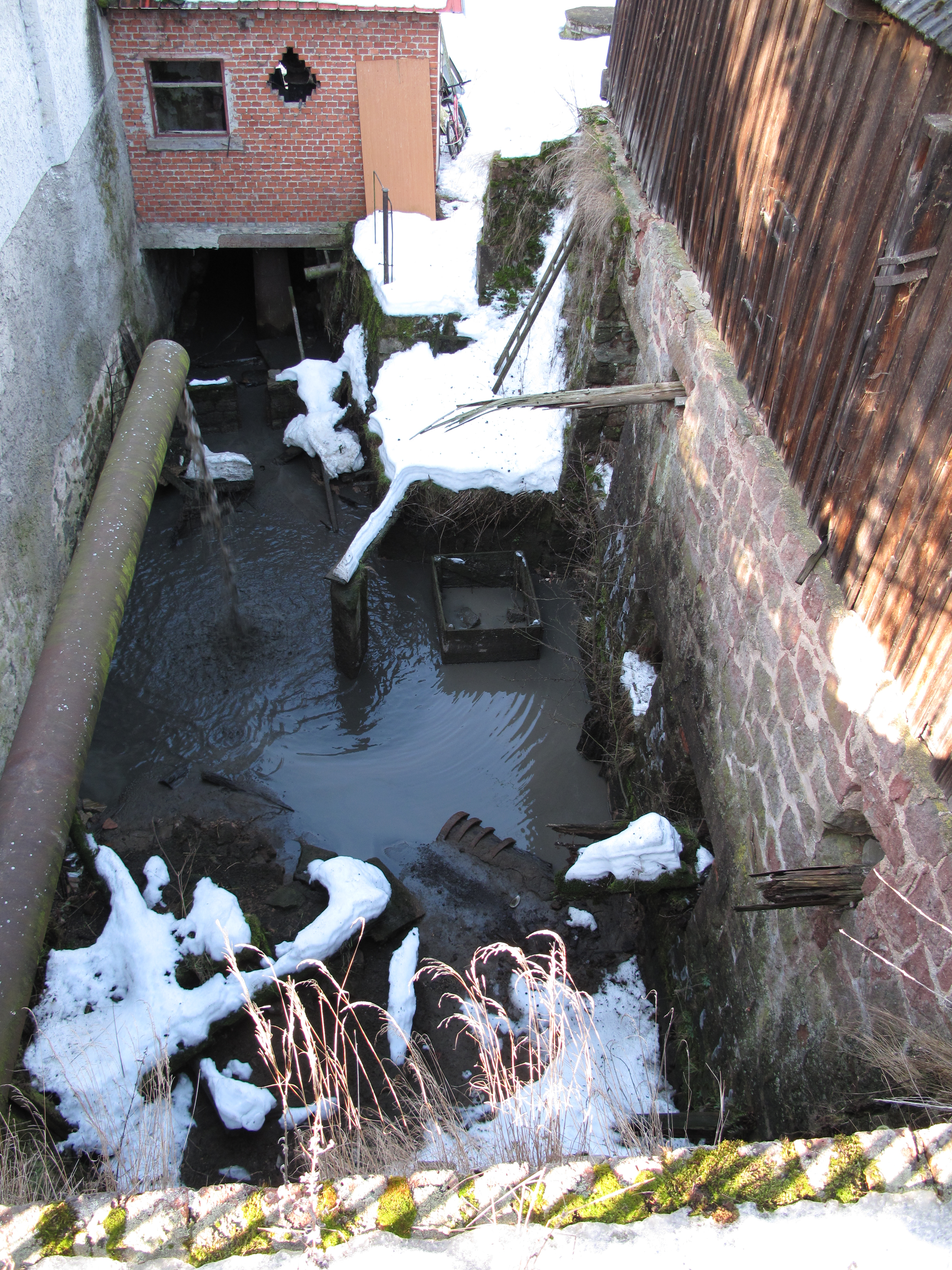
Zbytky po mlýnském kole mlýna Propast (zima 2010)
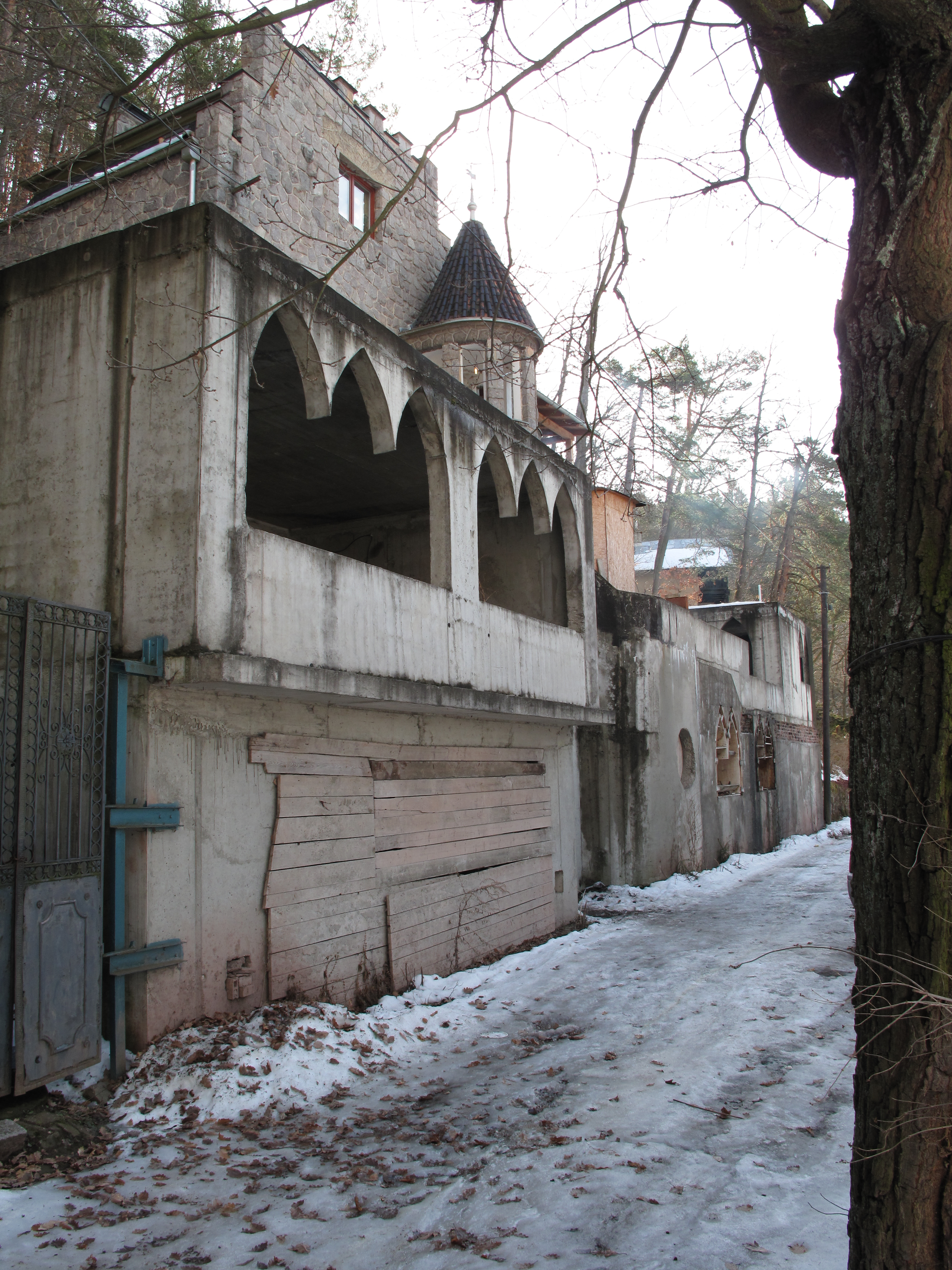
Chaty v okolí rybníka
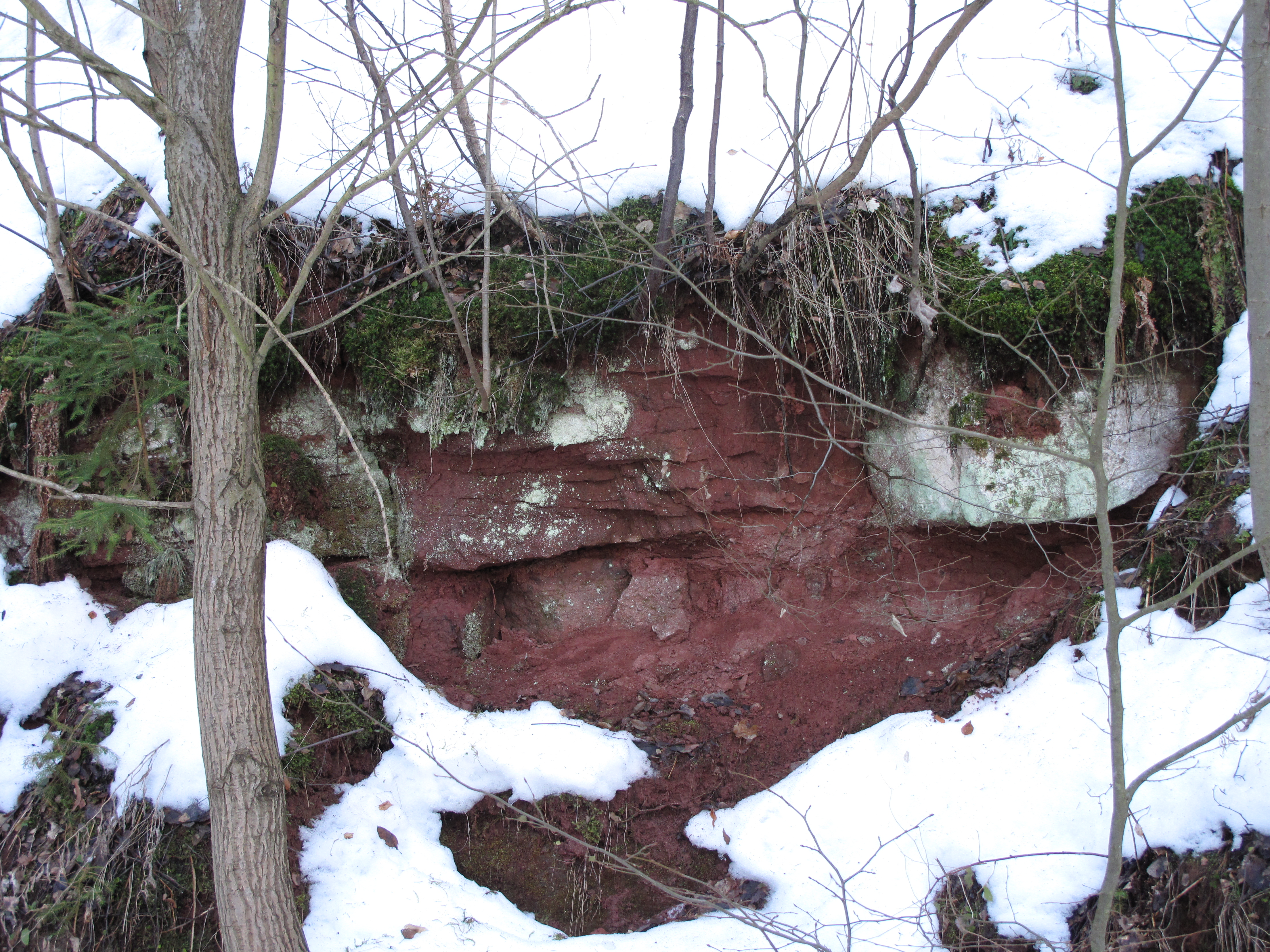
Výstupy červeného pískovce v okolí